# Babcock Electric Carriage Company

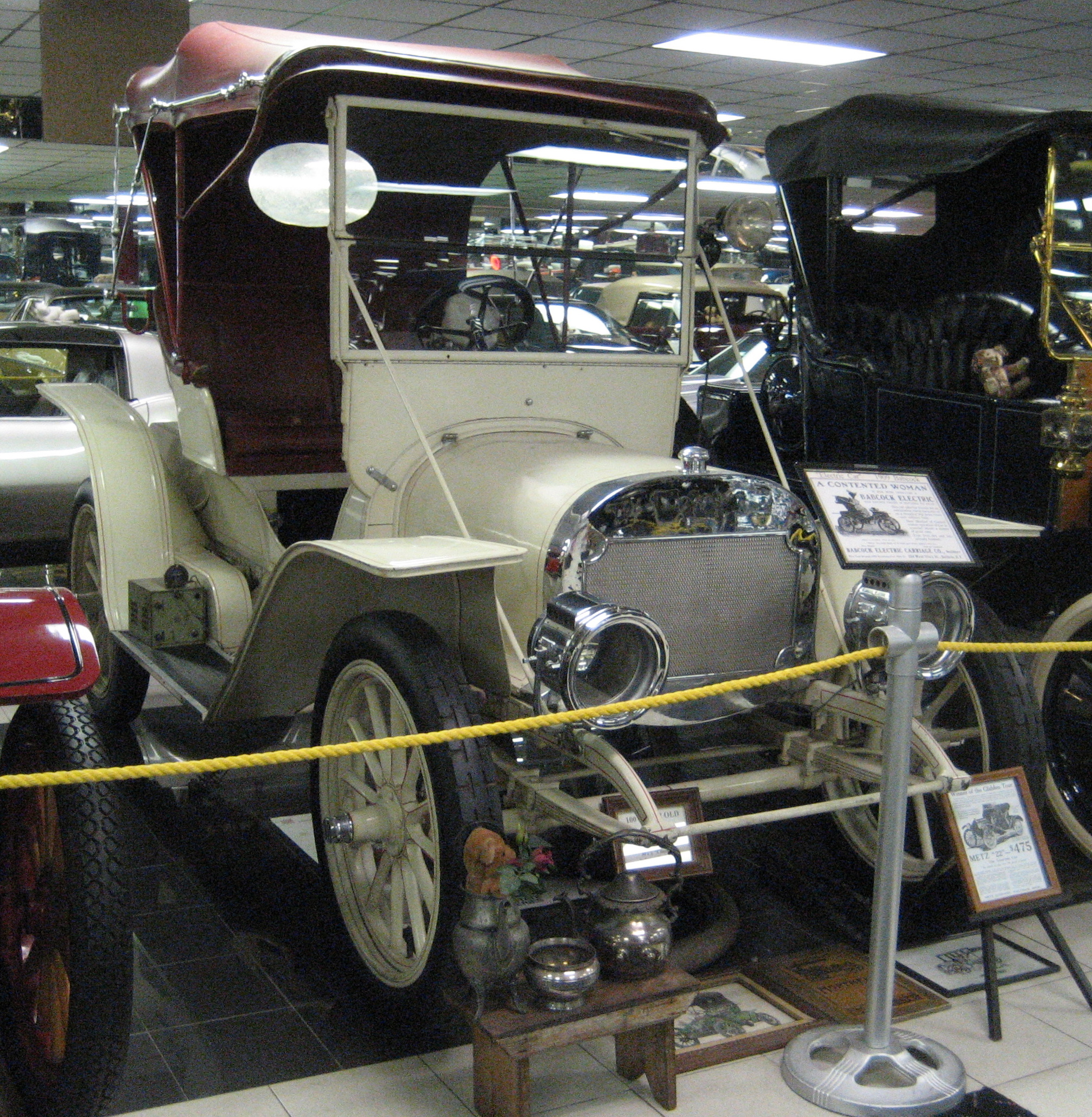
Babcock von 1909

Babcock Electric Carriage Company war ein US-amerikanischer Hersteller von Automobilen.

## Unternehmensgeschichte
Frank A. Babcock leitete von 1901 bis 1906 die Buffalo Electric Carriage Company. 1906 gründete er ein neues Unternehmen in Buffalo in New York. Dazu übernahm er die vorherige Buffalo-Gesellschaft. Er begann mit der Produktion von Automobilen. Der Markenname lautete Babcock. 1912 endete die Produktion.
1912 kam es zum Zusammenschluss mit der Clark Motor Company und der Buffalo Automobile Station Company zur Buffalo Electric Vehicle Company.
Es bestand keine Verbindung zur H.H. Babcock Company, die zwischen 1909 und 1913 den gleichen Markennamen benutzte.

## Fahrzeuge
Das Unternehmen stellte Elektroautos her. Die Leistung der Elektromotoren ist nicht überliefert. Jedes Jahr standen mehrere verschiedene Modelle im Sortiment, die sich im Radstand und in der Karosseriebauform unterschieden.
Das Model 1 von 1906 und 1907 war ein Stanhope mit 160 cm Radstand. Außerdem gab es 1907 einen Special Stanhope mit 168 cm Radstand.
Das Model 3 war ein  Runabout mit 183 cm Radstand, den es nur 1906 gab.
Das Gleiche gilt für das Model 4.
Das Model 5 war 1906 ein Special mit 183 cm Radstand, 1907 ein Runabout mit 198 cm Radstand, 1908 ein Runabout mit 183 cm Radstand und 1910 ein Roadster mit 183 cm Radstand.
Das Model 6 hatte durchgehend 198 cm Radstand. 1907 wurde es als Runabout und von 1908 bis 1912 als Victoria bezeichnet.
Das Model 7 war ein Brougham mit 183 cm Radstand und stand in den Jahren 1907 und 1908 im Angebot.
Das Model 8 gab es nur 1907. Es war ein Coupé mit 165 cm Radstand.
Das Model 10 der Jahre 1908 und 1909 entsprach dem Model 8.
Das Model 11 war 1908 ein Special Stanhope mit 168 cm Radstand, 1909 und 1910 dagegen ein Town Car mit 254 cm Radstand.
Das Model 12 gab es von 1909 bis 1912. Der Roadster hatte 239 cm Radstand.
Das Model 14 war ein Coupé mit 218 cm Radstand aus den Jahren 1910 bis 1912.
Das Model 15 bezeichnete einen Runabout von 1909 mit 183 cm Radstand.
Das Model 17 von 1912 wurde Large Coupé genannt. Der Radstand von 218 cm entsprach allerdings dem anderen Coupé des Jahres.
Das Model 18 gab es 1912. Dies war ein Fore Door Roadster mit 254 cm Radstand.

## Modellübersicht
| Jahr | Modell   | Radstand (cm) | Aufbau             |
| ---- | -------- | ------------- | ------------------ |
| 1906 | Model 1  | 160           | Stanhope           |
| 1906 | Model 3  | 183           | Runabout           |
| 1906 | Model 4  | 183           | Runabout           |
| 1906 | Model 5  | 183           | Special            |
| 1906 | Model 1  | 160           | Stanhope           |
| 1907 | Model 1  | 168           | Special Stanhope   |
| 1907 | Model 5  | 198           | Runabout           |
| 1907 | Model 6  | 198           | Runabout           |
| 1907 | Model 7  | 183           | Brougham           |
| 1907 | Model 8  | 165           | Coupé              |
| 1908 | Model 5  | 183           | Runabout           |
| 1908 | Model 6  | 198           | Victoria           |
| 1908 | Model 7  | 183           | Brougham           |
| 1908 | Model 10 | 165           | Coupé              |
| 1908 | Model 11 | 168           | Special Stanhope   |
| 1909 | Model 6  | 198           | Victoria           |
| 1909 | Model 10 | 165           | Coupé              |
| 1909 | Model 11 | 254           | Town Car           |
| 1909 | Model 12 | 239           | Roadster           |
| 1909 | Model 15 | 183           | Runabout           |
| 1910 | Model 5  | 183           | Roadster           |
| 1910 | Model 6  | 198           | Victoria           |
| 1910 | Model 11 | 254           | Town Car           |
| 1910 | Model 12 | 239           | Roadster           |
| 1910 | Model 14 | 218           | Coupé              |
| 1911 | Model 6  | 198           | Victoria           |
| 1911 | Model 12 | 239           | Roadster           |
| 1911 | Model 14 | 218           | Coupé              |
| 1912 | Model 6  | 198           | Victoria           |
| 1912 | Model 12 | 239           | Roadster           |
| 1912 | Model 14 | 218           | Coupé              |
| 1912 | Model 17 | 218           | Large Coupé        |
| 1912 | Model 18 | 254           | Fore Foor Roadster |